# Diogo Miguel Guedes Almeida
Diogo Miguel Guedes Almeida, meglio noto come Diga (Santa Maria da Feira, 30 marzo 1998), è un calciatore portoghese, difensore dell'Olimpia Lubiana.

## Carriera
Inizia a giocare a calcio nella squadra locale della sua città, la Feirense. Dopo un biennio nel settore giovanile dello Sporting Lisbona, nel 2012 torna al Feirense con cui debutta in prima squadra l'11 novembre 2017 nella sfida di Coppa di Lega portoghese persa 1-2 in casa della Moreirense. Il 27 novembre dello stesso anno gioca la prima partita in Primeira Liga contro il Braga (incontro perso 1-3). Terminata la Primeira Liga 2017-2018 al sedicesimo posto, il Feirense giunge in ultima posizione nell'edizione successiva, retrocedendo in Segunda Liga.

## Statistiche

### Presenze e reti nei club
Statistiche aggiornate al 10 maggio 2018.
| Stagione        | Squadra         | Campionato      | Campionato | Campionato | Coppe nazionali | Coppe nazionali | Coppe nazionali | Coppe continentali | Coppe continentali | Coppe continentali | Altre coppe | Altre coppe | Altre coppe | Totale | Totale | Totale |
| Stagione        | Squadra         | Comp            | Pres       | Reti       | Comp            | Pres            | Reti            | Comp               | Pres               | Reti               | Comp        | Pres        | Reti        | Pres   | Reti   |        |
| --------------- | --------------- | --------------- | ---------- | ---------- | --------------- | --------------- | --------------- | ------------------ | ------------------ | ------------------ | ----------- | ----------- | ----------- | ------ | ------ | ------ |
| 2017-2018       | Feirense        | PL              | 5          | 0          | TdP+TdL         | 1+0             | 0               | -                  | -                  | -                  | -           | -           | -           | 6      | 0      |        |
| Totale carriera | Totale carriera | Totale carriera | 5          | 0          |                 | 1               | 0               |                    | -                  | -                  |             | -           | -           | 6      | 0      |        |